# (4977) Rauthgundis
(4977) Rauthgundis – planetoida z pasa głównego asteroid okrążająca Słońce w ciągu 3 lat i 173 dni w średniej odległości 2,29 j.a. Została odkryta 24 września 1960 roku w Obserwatorium Palomar przez Cornelisa van Houtena i Toma Gehrelsa. Nazwa planetoidy pochodzi od Rauthgundisa Seitza, przyjaciela odkrywcy. Przed jej nadaniem planetoida nosiła oznaczenie tymczasowe (4977) 2018 P-L.